# Puding

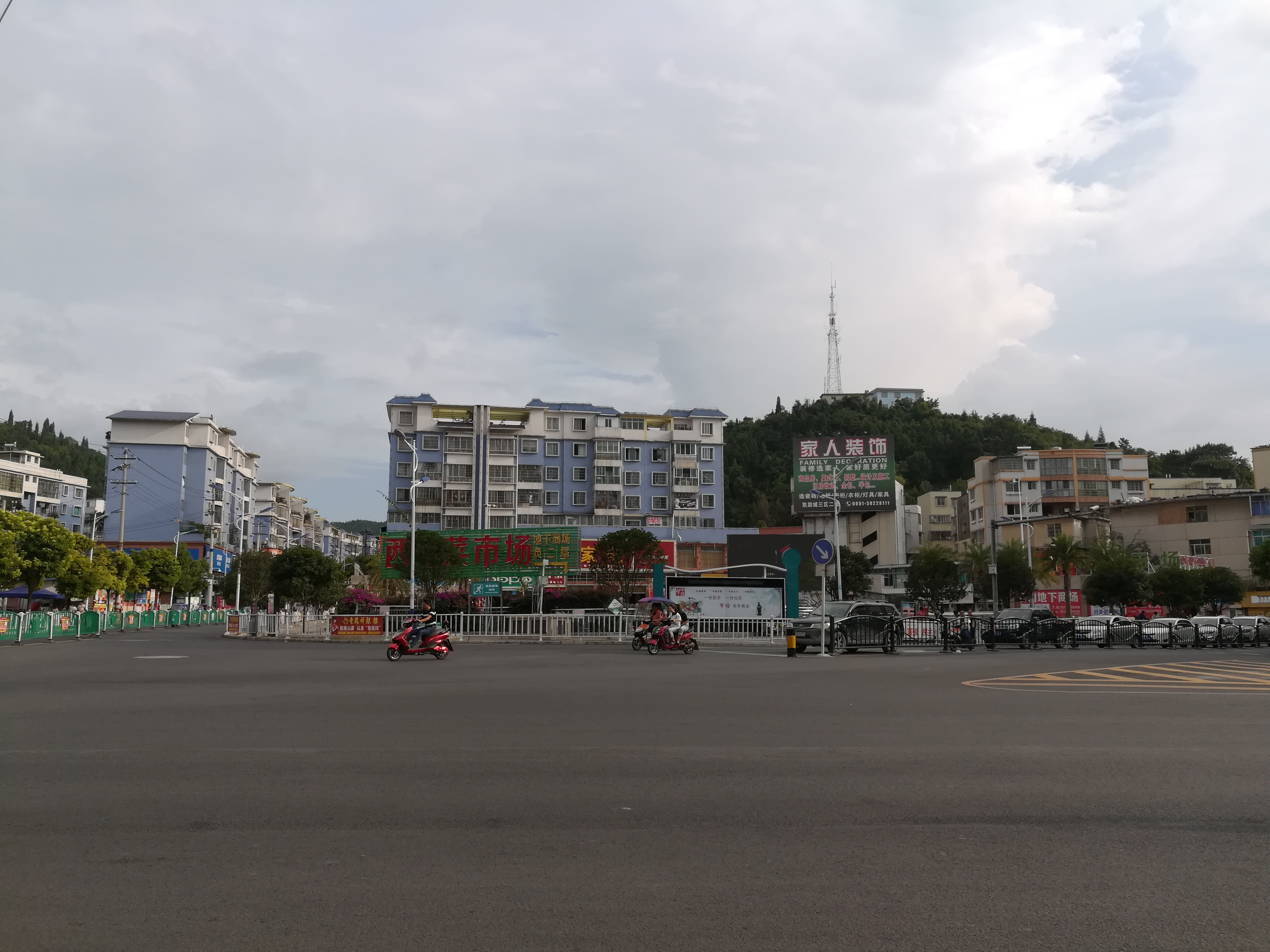
Puding (2018)

Puding (普定县,  Pǔdìng Xiàn) ist ein chinesischer Kreis der bezirksfreien Stadt Anshun der Provinz Guizhou im Südwesten der Volksrepublik China. Die Fläche beträgt 1.084 Quadratkilometer und die Einwohnerzahl 393.100 (Stand: Ende 2018).
Die Chuandong-Stätte ("Chuan-Höhle") (穿洞遗址,  Chuandong yizhi), in der menschliche Fossilien und Artefakte aus dem späten Paläolithikum entdeckt wurden, steht seit 1988 auf der Liste der Denkmäler der Volksrepublik China (3-186).